# 屈興格拉本河
49°58′36″N 9°31′11″E / 49.976569°N 9.519653°E
屈興格拉本河（德語：Küchengraben），是德國的河流，位於該國東南部，由巴伐利亞負責管轄，屬於雷希滕巴赫河的左支流，河道全長2公里，流域面積2.1平方公里。